# EB 121C
Die zweiachsigen gedeckten Güterwagen nach Musterblatt 121C wurden von den Belgischen Staatsbahnen (Chemins de fer de l’État belge, abgekürzt EB, auch L’État belge) ab 1881 eingesetzt und gehörten mit über 9700 gebauten Exemplaren zu den meistgebauten Güterwagen-Baureihen der EB. Sie prägten über viele Jahrzehnte das Bild von belgischen Güterzügen.

## Geschichte
Die Spitzdachwagen waren damals die größten gedeckten Güterwagen der EB und hatten ein Ladevolumen von über 41 m³ auf einer Fläche von 18,62 m². Zwischen 1881 und 1919 entstanden 9755 Exemplare. Zusätzlich entstanden ab 1899 weitere 3461 Stück dieser Bauart mit angebautem Bremserhaus nach Musterblatt 121A.
Einige tausend Wagen bekamen 1956 bei der Nationalen Gesellschaft der Belgischen Eisenbahnen (SNCB) neue Nummern und über eintausend Wagen existierten auch noch bei der Einführung von UIC-Wagennummern. 1980 tauchen keine mehr in den Inventarlisten auf.
Die Wagen waren ursprünglich bronzebraun gestrichen und hatten eine weiße Beschriftung. Bei der SNCB bekamen sie später die dann übliche grüne Farbgebung.

## Nummerierung
| Nummern | Nummernbereich ab 1956             | UIC-Nummernbereich ab 1965           |
| --- | ---------------------------------- | ------------------------------------ |
| 62668–62718, 62984–64000, 66001–68012, 78549–79244, 79296–79319, 79337–79384, 79801–80396, 80701–80900, 81001–81430, 81531–81630, 81681–81780, 81956–82419, 82522–82524, 150001–150552, 150829–151348, 151613–152116, 152697–152726, 152795–153690, 154353–154404, 154431–154742 | 3310000–3314499*, 4410000–4414499* | 20881120000–0999*, 20881150000–0099* |
| * Der gleiche Nummernbereich wurde auch für die Wagen mit Bremserhaus (EB 121A) verwendet. Nicht alle Nummern waren belegt. |                                    |                                      |

## Wagen der Chemin de fer de Termonde à Saint-Nicolas
1899 ließ die Chemin de fer de Termonde à Saint-Nicolas (DS) drei baugleiche Wagen bauen. Durch die Verstaatlichung der Gesellschaft 1908 gingen die Wagen auf die EB über und bekamen die Nummern 82522 bis 82524.